# Algimantas Merkevičius
Algimantas Merkevičius (ur. 3 stycznia 1969) – litewski judoka. Olimpijczyk z Atlanty 1996, gdzie zajął dziewiąte miejsce w wadze średniej.
Zajął piąte miejsce na mistrzostwach świata w 1997; siódmy w 1995; uczestnik zawodów w 1993, 1999 i 2003. Startował w Pucharze Świata w latach 1992, 1994-2000 i 2004. Wicemistrz Europy w 1999; trzeci 1997; piąty w 1993. Brązowy medalista igrzysk frankofońskich w 2001 roku.
Mistrz Litwy w latach 1990–1994, 1996, 1998, 1999 i 2003.

## Letnie Igrzyska Olimpijskie 1996
| Konkurencja | Eliminacje          | Eliminacje          | Eliminacje               | Repasaże            | Klas. końcowa |
| Konkurencja | Przeciwnik I        | Przeciwnik II       | Przeciwnik III           | Przeciwnik I        | Miejsce       |
| ----------- | ------------------- | ------------------- | ------------------------ | ------------------- | ------------- |
| 86 kg       | Petr Lacina (CZE) Z | Brian Olson (USA) Z | Armen Bagdasarov (UZB) P | Oleg Malcew (RUS) P | 9.            |